# クィービーン・ケレハー
- クィービーン・ケレハー
- キービーン・ケレハー
- カオイムヒン・ケレハー

クィービーン・ケレハー（Caoimhín Kelleher, 1998年11月23日 - ）は、アイルランド・コーク県コーク出身のプロサッカー選手。プレミアリーグ・ブレントフォードFC所属。アイルランド代表。ポジションはゴールキーパー。
「Caoimhín」のアイルランド語の発音に近い表記は「クィービーン」または「キービーン」。

## 経歴

### クラブ
地元コークのチームから2015年にリヴァプールの下部組織に入団。2016年にU-18チームに昇格し、U-23チームでもプレー。2年後の2018年8月30日に正式にプロ契約を締結。2018-19シーズンはU-23チームでのプレーが主だったものの、トップチームにも帯同。2019年6月1日のトッテナムとのUEFAチャンピオンズリーグ 2018-19 決勝には、アリソン・ベッカー、シモン・ミニョレに次ぐ第3GKとしてベンチ入りを果たし、優勝を経験した。
2019-20シーズンより正式にトップチームのメンバーに登録。同シーズン開幕戦のノリッジ・シティ戦でアリソンが負傷し、計算できるGKがアドリアンだけという緊急事態に陥る。監督ユルゲン・クロップは、ケレハーのトップチームデビューに関しては、ケレハー自身も開幕前に自転車で転倒し手首を骨折して出遅れでいたこともあり「まだ早過ぎる」と慎重な姿勢を示していたものの、アドリアンも負傷がちの状態になったことから、ケレハーに経験を積ませる意味合いで、9月25日のEFLカップのミルトン・キーンズ・ドンズ戦に先発で起用することを決断。当日の試合は2-0でトップチームデビュー戦をプロ初完封勝利で飾った。
2020-21シーズンも第3GKとして帯同。チーム内に怪我人が続出し、アリソンも負傷した関係で12月1日のCLのアヤックス戦で先発出場。1-0の完封勝利を収め、試合後にはクロップから祝福された。更に6日のウルヴァーハンプトン・ワンダラーズ戦でも先発で起用され、念願のプレミアリーグデビュー。試合も4-0の完封勝利を収めた。
2021-22シーズンはアドリアンに代わって第2GKに抜擢され、ベンチ入りの機会も増え、EFLカップ決勝で先発出場、PK戦では1本のキックもセーブ出来なかったが、試合中にはいくつかの決定機を防いで優勝に貢献した。
2023-24シーズンのEFLカップ決勝チェルシー戦では、アリソンの負傷に伴い先発出場。チェルシーの猛攻を受ける中、9本のセーブを記録し、優勝に貢献した。
2025年6月3日、ブレントフォードFCに移籍することが発表された。

### 代表
2015年にU-17のアイルランド代表としてUEFA U-17選手権に出場。2018年11月には北アイルランド戦、デンマーク戦に向けたフル代表に初招集されたが、代表デビューはお預けとなった。
2021年6月8日、ハンガリー戦で代表デビュー。

## 個人成績

### クラブ
| 国内大会個人成績 | 国内大会個人成績 | 国内大会個人成績 | 国内大会個人成績 | 国内大会個人成績 | 国内大会個人成績 | 国内大会個人成績 | 国内大会個人成績 | 国内大会個人成績 | 国内大会個人成績 | 国内大会個人成績 | 国内大会個人成績 |
| 年度             | クラブ           | 背番号           | リーグ           | リーグ戦         | リーグ戦         | リーグ杯         | リーグ杯         | オープン杯       | オープン杯       | 期間通算         | 期間通算         |
| 年度             | クラブ           | 背番号           | リーグ           | 出場             | 得点             | 出場             | 得点             | 出場             | 得点             | 出場             | 得点             |
| イングランド     | イングランド     | イングランド     | イングランド     | リーグ戦         | リーグ戦         | FLカップ         | FLカップ         | FAカップ         | FAカップ         | 期間通算         | 期間通算         |
| ---------------- | ---------------- | ---------------- | ---------------- | ---------------- | ---------------- | ---------------- | ---------------- | ---------------- | ---------------- | ---------------- | ---------------- |
| 2019-20          | リヴァプール     | 62               | プレミアリーグ   | 0                | 0                | 3                | 0                | 1                | 0                | 4                | 0                |
| 2020-21          | リヴァプール     | 62               | プレミアリーグ   | 2                | 0                | 0                | 0                | 1                | 0                | 3                | 0                |
| 2021-22          | リヴァプール     | 62               | プレミアリーグ   | 2                | 0                | 4                | 0                | 2                | 0                | 8                | 0                |
| 2022-23          | リヴァプール     | 62               | プレミアリーグ   | 1                | 0                | 2                | 0                | 1                | 0                | 4                | 0                |
| 2023-24          | リヴァプール     | 62               | プレミアリーグ   | 10               | 0                | 6                | 0                | 2                | 0                | 18               | 0                |
| 2024-25          | リヴァプール     | 62               | プレミアリーグ   | 10               | 0                | 4                | 0                | 2                | 0                | 16               | 0                |
| 通算             | イングランド     | イングランド     | プレミアリーグ   | 25               | 0                | 19               | 0                | 9                | 0                | 53               | 0                |
| 総通算           | 総通算           | 総通算           | 総通算           | 25               | 0                | 19               | 0                | 9                | 0                | 53               | 0                |

### 代表
| アイルランド代表 | 国際Aマッチ | 国際Aマッチ |
| 年               | 出場        | 得点        |
| ---------------- | ----------- | ----------- |
| 2021             | 2           | 0           |
| 2022             | 7           | 0           |
| 2023             | 2           | 0           |
| 2024             | 9           | 0           |
| 2025             | 2           | 0           |
| 通算             | 22          | 0           |

## タイトル

### クラブ
リヴァプール
- EFLカップ（2021-22, 2023-24）
- FAカップ（2021-22）
- プレミアリーグ（2024-25）
- UEFAスーパーカップ（2019）